# Rječina
Die Rječina (deutsch Flaum, italienisch Fiumara oder Eneo, venetisch Fiumera) ist ein Fluss in Kroatien, der in der Stadt Rijeka (Fiume) in die Adria mündet.
Der Fluss ist etwa 19 km lang und hat eine durchschnittliche Breite von 9 bis 16 m. Er entspringt einer Höhle unterhalb einer Klippe des Hügels Kičej (606 m. i. J.). Bis 1870 befand sich die Quelle noch unter dem nahegelegenen Hügel Podjavorje, kollabierte jedoch bei einem Erdbeben in der Nähe des Dorfes Klana. Die wichtigsten Zuflüsse Sušica, Lužac, Zala, Zahumčica, Golubinka, Ričinica und Borovšćica liegen für den größten Teil des Jahres trocken. 1968 wurde in seinem Mittellauf ein Damm gebaut, der einem Wasserkraftwerk dient, wodurch einerseits der See Valići (Jezero Valići) entstand, andererseits das Dorf gleichen Namens verschwand. Die Rječina fließt fast zur Hälfte durch einen Canyon, der in 100 m Höhe durch die Rječina-Brücke überquert wird.
In Rijeka verzweigt der Fluss in zwei Arme: den Mrtvi kanal (deutsch toter Kanal) und den neuen Kanal, der im 19. Jahrhundert angelegt wurde, als der Mrtvi kanal als Hafen genutzt wurde. Eine wichtige historische Sehenswürdigkeit am Flusslauf ist Gaspars Mühle (Gašparov mlin) bei Martinovo Selo (Gemeinde Jelenje), die in den 1990er Jahren renoviert wurde und heute ein Mühlenmuseum mit Schauvorführungen ist.
Die mitgeführte Geröll- und Schwebefracht schuf an seiner Mündung in die Bucht von Rijeka eine Ebene aus Schwemmland. Diese natürliche Ausgangssituation begünstigte hier vor langer Zeit die Entstehung einer Siedlung. Sein Name wurde auf die Ansiedlung und spätere Stadt Fiume übertragen.
Zu den bekanntesten Vertretern der Fauna gehören die Bachforelle sowie Flusskrebse.

## Grenze
Im Laufe der Geschichte bildete der Fluss des Öfteren die Grenze zwischen verschiedenen Staaten. Erstmals geschah dies zwischen dem 13. und 16. Jahrhundert, als er die Länder der heiligen Stephanskrone von der Habsburgermonarchie trennte. Ähnlich war es 1868, als die Rječina die Grenze zwischen dem kroatischen und ungarischen Teil von Österreich-Ungarn darstellte. Nach dem Ersten Weltkrieg war sie für eine sehr kurze Zeit die Grenze zwischen dem Freistaat Fiume und dem Königreich der Serben, Kroaten und Slowenen. Nachdem der Freistaat Fiume 1924 durch Italien annektiert wurde, wurde die Rječina zum Grenzfluss dieses Staates. Erst nach dem Zweiten Weltkrieg lag sie nicht mehr auf einer Staatsgrenze.

## Galerie

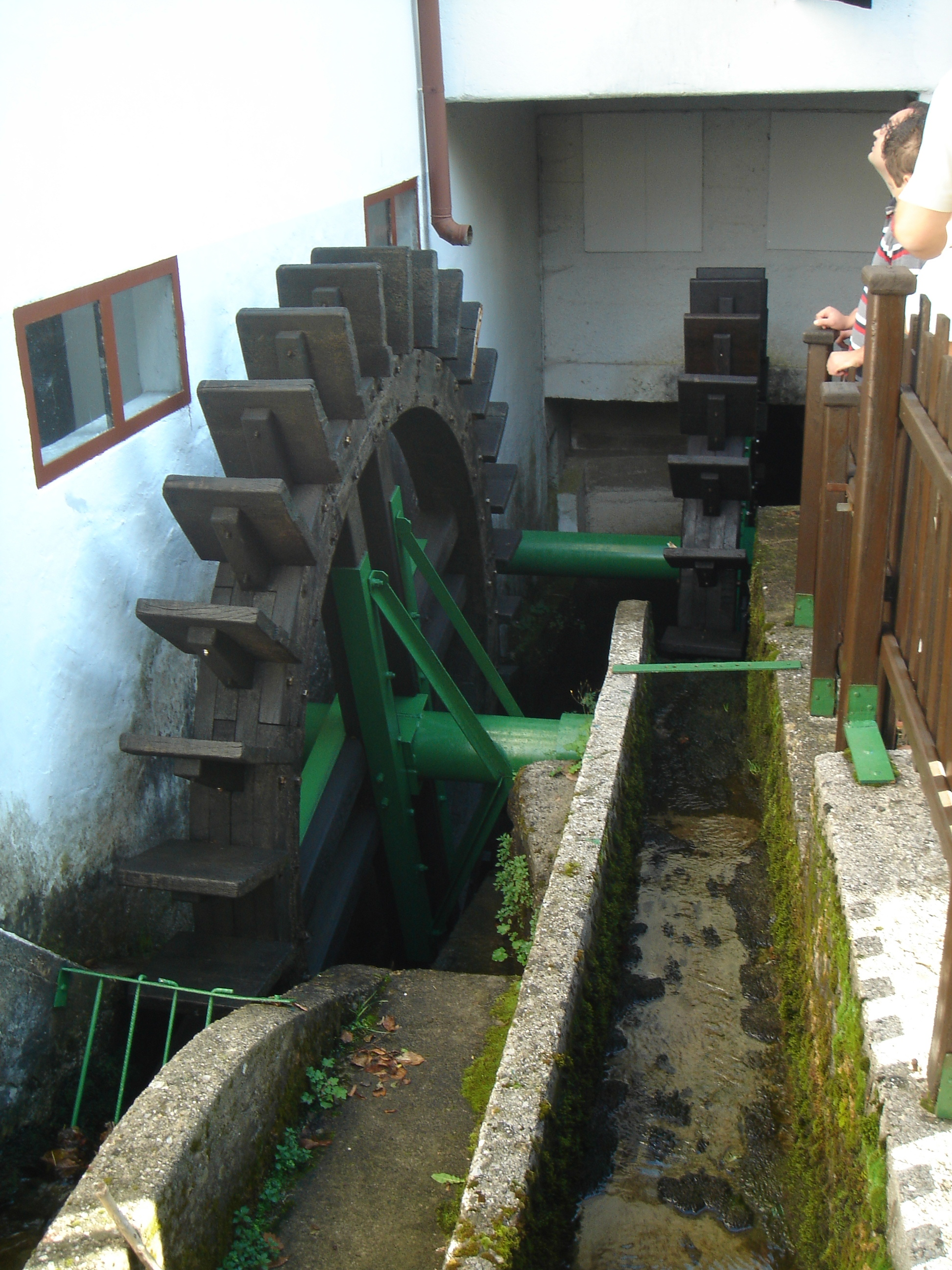
Gaspars Mühle im Dorf Martinovo Selo
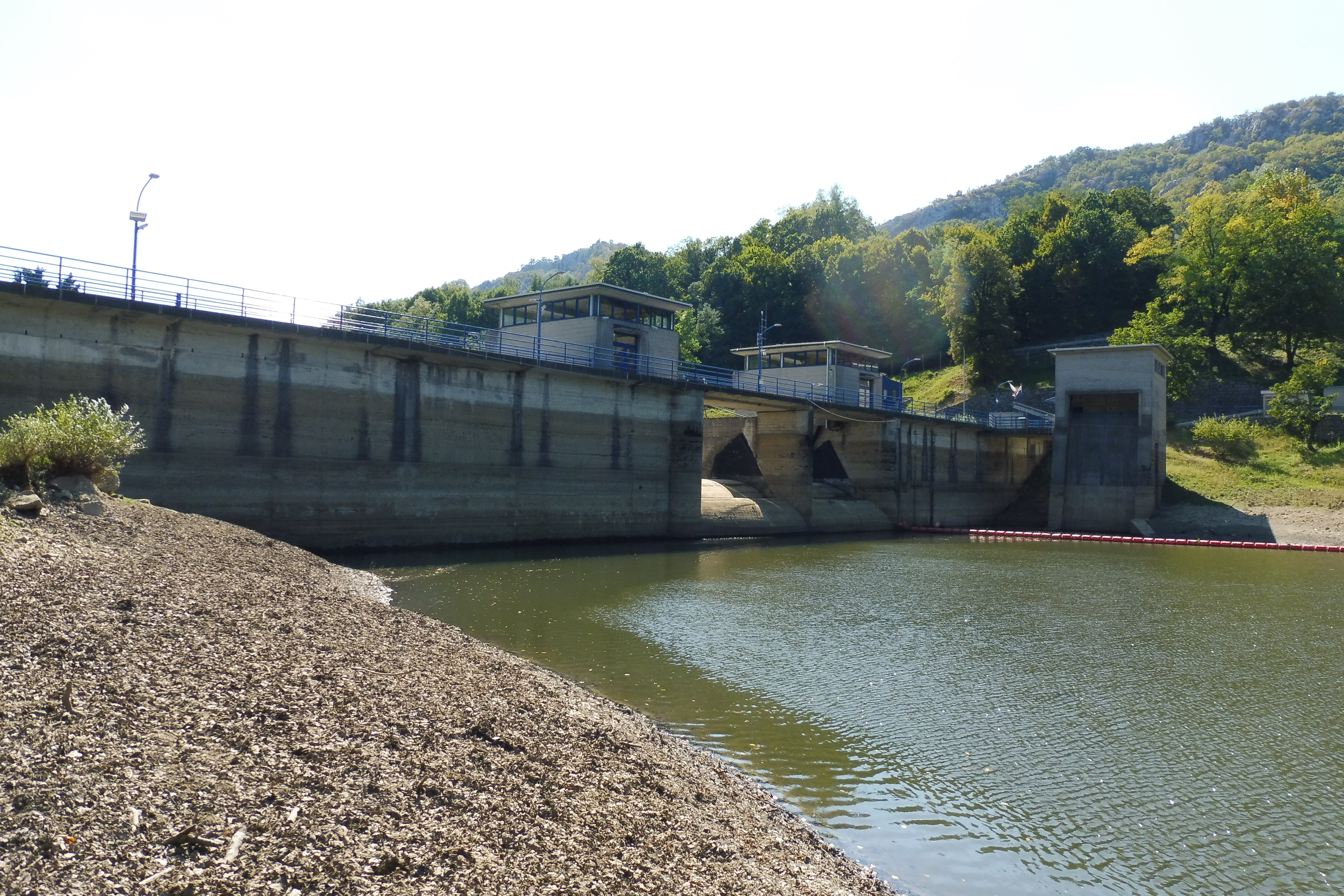
Kraftwerk Valići im Mittellauf
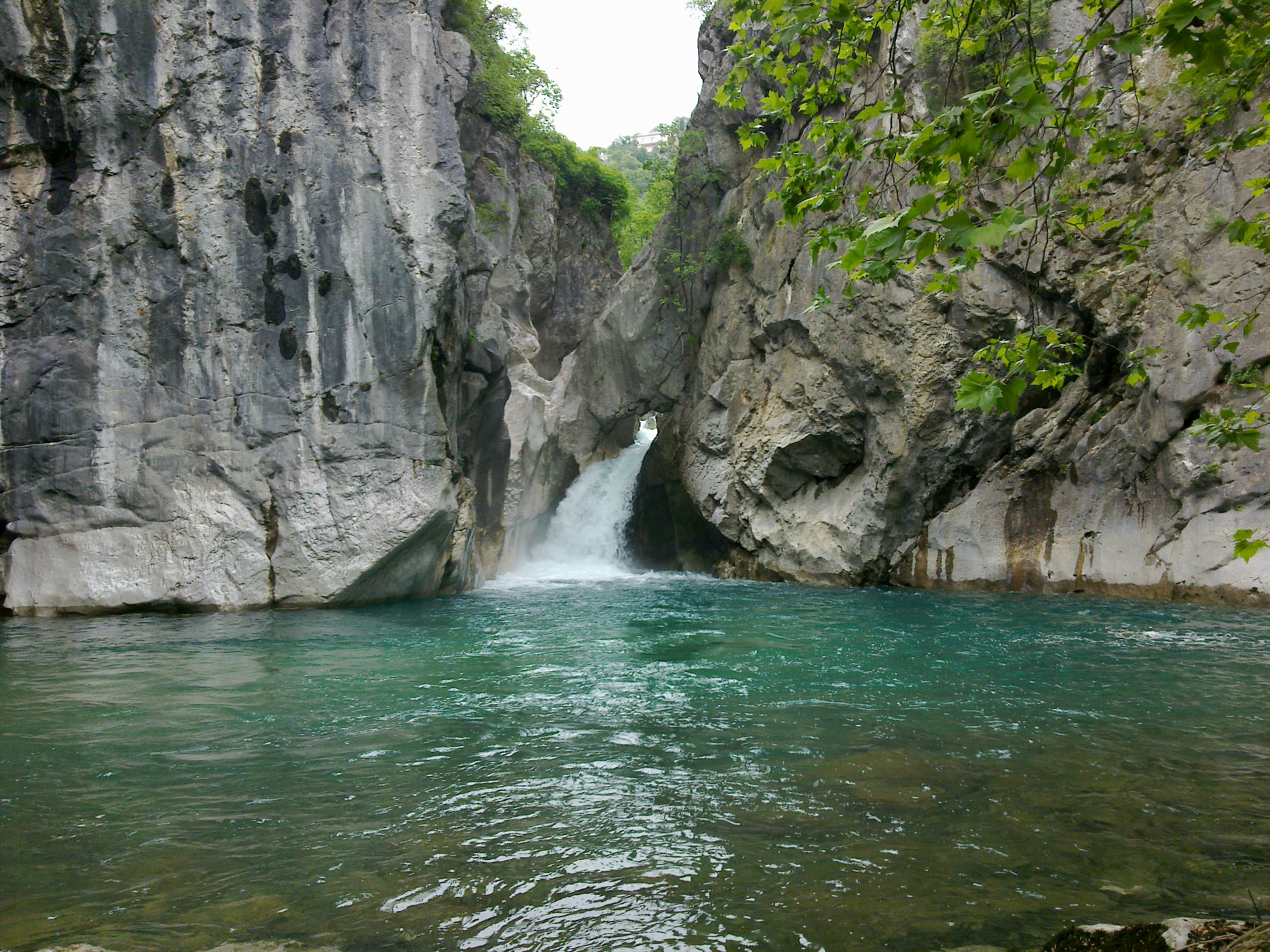
Durchbruchstal bei Orehovica (Rijeka)
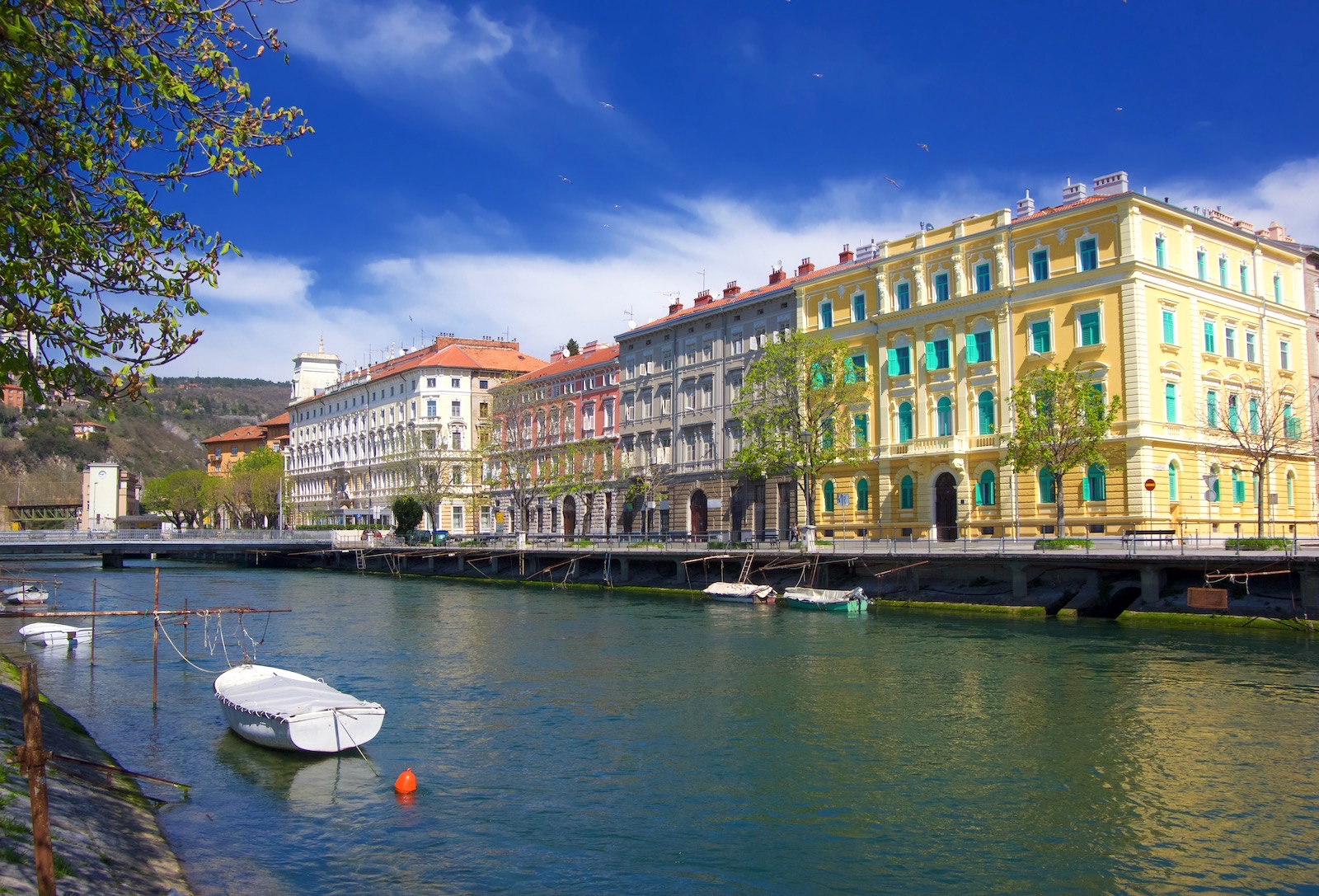
Ufereinfassungen im Stadtgebiet von Rijeka
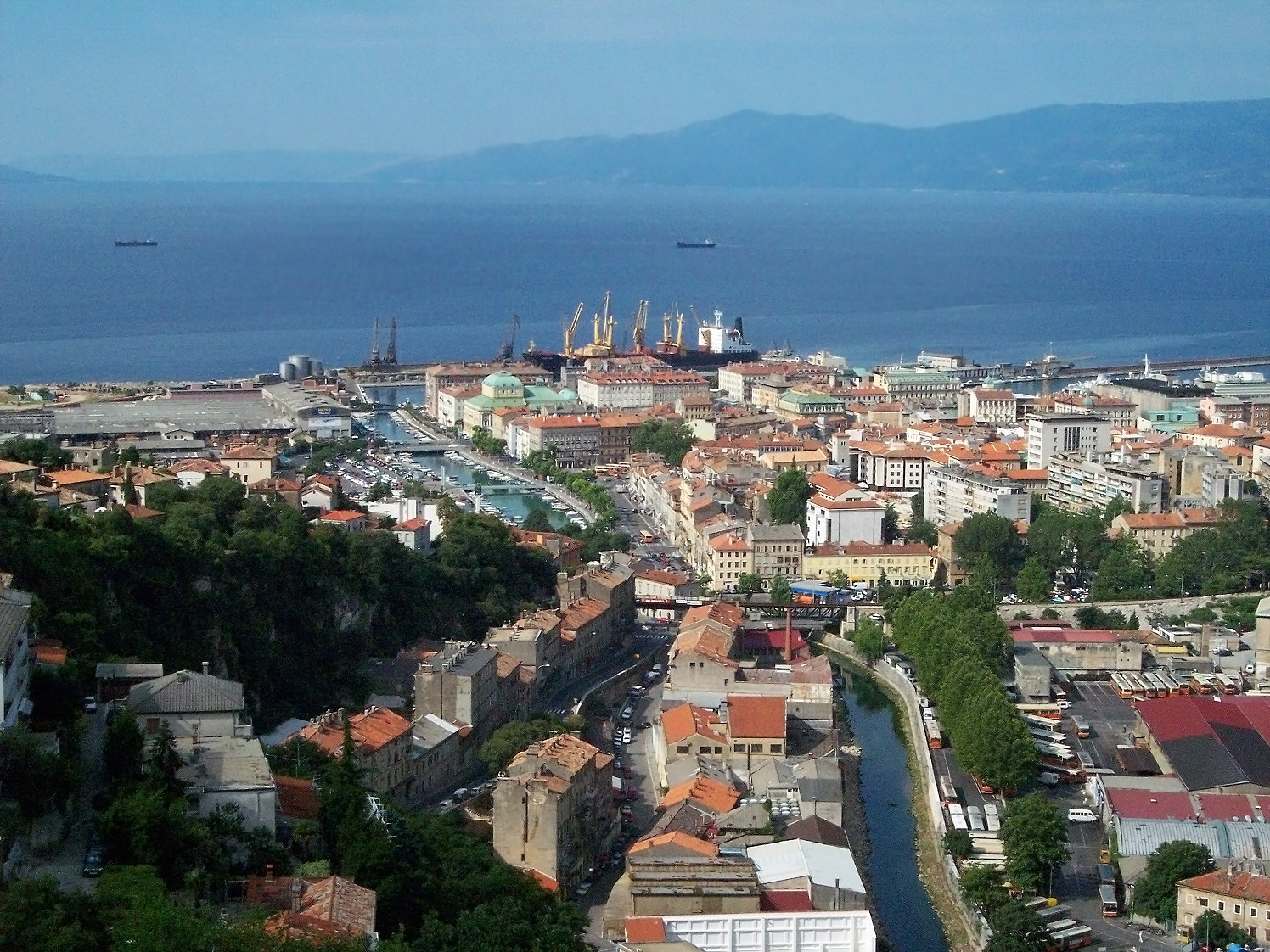
Mündung im Hafengebiet in die Kvarner-Bucht des Adriatischen Meeres